# Молдова на Олімпійських іграх
Молдова, у статусі незалежної держави, вперше виступила на зимовій Олімпіаді 1994 року в Ліллегаммері, відтоді брала участь у всіх Іграх. На літніх Олімпійських іграх 1992 року молдовські спортсмени входили до складу об'єднаної команди, а раніше, з 1952 року, виступали під прапором СРСР. 
Національний олімпійський комітет республіки Молдова заснований 1991 року, а визнаний Міжнародним олімпійським комітетом в 1993 році. 
Загалом за час виступів як незалежної команди спортсмени Молдови завоювали 5 олімпійських медалей, з яких 2 срібні та 3 бронзові. Всі медалі здобуто на літніх Олімпіадах.

## Список медалістів
| Медаль | Спортсмен                           | Олімпіада    | Вид спорту                      | Змагання                        |
| ------ | ----------------------------------- | ------------ | ------------------------------- | ------------------------------- |
| Срібло | Микола Журавський Віктор Ренейський | 1996 Атланта | Веслування на байдарках і каное | Чоловіки C-2 500 метрів         |
| Бронза | Сергій Мурейко                      | 1996 Атланта | Боротьба (спорт)                | Чоловіки греко-римська боротьба |
| Срібло | Олег Молдован                       | 2000 Сідней  | Стрільба                        | Чоловіки 10 м рухома мішень     |
| Бронза | Віталій Грушак                      | 2000 Сідней  | Бокс                            | Чоловіки, перша середня вага    |
| Бронза | В'ячеслав Гожан                     | 2008 Пекін   | Бокс                            | Чоловіки легша вага             |

## Таблиця медалей

### Медалі за Олімпіадами
| Олімпіада           | Золото | Срібло | Бронза | Загалом |
| 1994 Ліллегаммер    | 0      | 0      | 0      | 0       |
| 1996 Атланта        | 0      | 1      | 1      | 2       |
| 1998 Нагано         | 0      | 0      | 0      | 0       |
| 2000 Сідней         | 0      | 1      | 1      | 2       |
| 2002 Солт-Лейк-Сіті | 0      | 0      | 0      | 0       |
| 2004 Афіни          | 0      | 0      | 0      | 0       |
| 2006 Турин          | 0      | 0      | 0      | 0       |
| 2008 Пекін          | 0      | 0      | 1      | 1       |
| Всього              | 0      | 2      | 3      | 5       |

### Медалі за видами спорту
| Спорт                           | Золото | Срібло | Бронза | Загалом |
| Веслування на байдарках і каное | 0      | 1      | 0      | 1       |
| Стрільба                        | 0      | 1      | 0      | 1       |
| Бокс                            | 0      | 0      | 2      | 2       |
| Боротьба                        | 0      | 0      | 1      | 1       |
| Всього                          | 0      | 2      | 3      | 5       |